# Escassefort
Escassefort é uma comuna francesa na região administrativa da Nova Aquitânia, no departamento Lot-et-Garonne. Estende-se por uma área de 13,85 km². Em 2010 a comuna tinha 619 habitantes (densidade: 44,7 hab./km²).